# スザンヌ・クレマン
スザンヌ・クレマン（Suzanne Clément, 1969年 - ）は、カナダの女優である。

## 経歴
2009年、グザヴィエ・ドラン監督・脚本の『マイ・マザー』に出演。
2012年、『わたしはロランス』で第65回カンヌ国際映画祭「ある視点」部門の最優秀女優賞を受賞した。

## フィルモグラフィー

### 映画
- マイ・マザー（2009年）
- わたしはロランス（2012年）
- Mommy/マミー（2014年）
- セラヴィ!（2017年）
- ザ・ゲーム 〜赤裸々な宴〜（2018年）
- 今さら言えない小さな秘密（2018年）
- 立派なこどもの育てかた（2018年）
- ルー・ガルー: 人狼を探せ!（2024年）